# Kumano, Hiroshima
Kumano (japanska: 熊野町?, Kumano-chō) är en landskommun i Hiroshima prefektur i Japan. Den ligger i bergen öster om Hiroshima. Kumano är känt för tillverkning av penslar, fude, för kalligrafi. 